# 아우디 E5
아우디 E5(독일어: AUDI E5)는 아우디가 소유한 중국 내수 전용 아우디 브랜드로 상하이 아우디에서 생산 중인 배터리식 소형 전기차이다. 중국의 자동차 제조업체인 상하이 자동차와 아우디가 공동 개발한 최초의 차량이다. 네 개의 링 로고가 없으며, 중국 시장에서는 아우디라는 브랜드를 별도로 취급하기 때문에 아우디라는 이름은 대문자로 표기된다.